# 花いちばん
『花いちばん』（はないちばん）は、1986年4月21日から10月17日にかけて毎週月曜日から金曜日の午前8時30分から8時55分（JST）によみうりテレビで制作で一部系列局で放送された帯ドラマである（朝の連続ドラマ第1作）。系列局であるNTVでは、午前10時00分から10時25分に放送されていた。
乾物屋の女主人の物語。

## キャスト
- 佐原有紀：池まり子
- 佐原和幸：辰巳琢朗
- 木下文次：大村崑
- 木下志津：中村玉緒
- 佐原せき：南田洋子
- 佐原実：小林宏史
- 佐原千枝子：高橋知佳
- 木下信子：牧口昌代
- 木下太一郎：内田慎一
- 木下紀子：直木ふみ
- 小田昌一：花紀京
- 北村清子：春やすこ
- 川村妙子：工藤幸子
- 川村勉：黒川恭佑
- 丁稚政吉：高木信明
- 警官：間片寿美夫
- その他：アクタープロ
- ナレーター：市原悦子

## スタッフ
- 企画：今岡大爾
- プロデューサー・演出：岡本俊次
- 脚本：秋田佐知子
- 音楽：渡辺岳夫

## 主題歌
- 「愛の風」
  - 作詞・作曲：財津和夫
  - 歌：チューリップ